# Mario Hezonja
Mario Hezonja (Ragusa, 25 febbraio 1995) è un cestista croato di formazione spagnola.

## Carriera
È stato selezionato dagli Orlando Magic al primo giro del Draft NBA 2015 (5ª scelta assoluta).
Con la Croazia ha disputato i Giochi olimpici di Rio de Janeiro 2016, i Campionati mondiali del 2014 e due edizioni dei Campionati europei (2015, 2022).

## Statistiche

### NBA

#### Regular season
| Anno      | Squadra             | PG  | PT | MP   | TC%  | 3P%  | TL%  | RP  | AP  | PRP | SP  | PP  |
| --------- | ------------------- | --- | -- | ---- | ---- | ---- | ---- | --- | --- | --- | --- | --- |
| 2015-2016 | Orlando Magic       | 79  | 9  | 17,9 | 43,3 | 34,9 | 90,7 | 2,2 | 1,4 | 0,5 | 0,2 | 6,1 |
| 2016-2017 | Orlando Magic       | 65  | 2  | 14,8 | 35,5 | 29,9 | 80,0 | 2,2 | 1,0 | 0,5 | 0,2 | 4,9 |
| 2017-2018 | Orlando Magic       | 75  | 30 | 22,1 | 44,2 | 33,7 | 81,9 | 3,7 | 1,4 | 1,1 | 0,4 | 9,6 |
| 2018-2019 | N.Y. Knicks         | 58  | 24 | 20,8 | 41,2 | 27,6 | 76,3 | 4,1 | 1,5 | 1,0 | 0,1 | 8,8 |
| 2019-2020 | Portland T. Blazers | 53  | 4  | 16,4 | 42,2 | 30,8 | 81,4 | 3,5 | 0,9 | 0,7 | 0,2 | 6,9 |
| Carriera  | Carriera            | 330 | 69 | 18,5 | 41,7 | 31,9 | 81,2 | 3,1 | 1,3 | 0,7 | 0,2 | 6,9 |

#### Play-off
| Anno     | Squadra             | PG | PT | MP   | TC%  | 3P%  | TL%  | RP  | AP  | PRP | SP  | PP  |
| -------- | ------------------- | -- | -- | ---- | ---- | ---- | ---- | --- | --- | --- | --- | --- |
| 2020     | Portland T. Blazers | 5  | 0  | 13,6 | 40,9 | 28,6 | 75,0 | 3,2 | 1,2 | 0,6 | 0,0 | 4,6 |
| Carriera | Carriera            | 5  | 0  | 13,6 | 40,9 | 28,6 | 75,0 | 3,2 | 1,2 | 0,6 | 0,0 | 4,6 |

#### Massimi in carriera
- Massimo di punti: 30 vs Washington Wizards (7 aprile 2019)[1]
- Massimo di rimbalzi: 16 vs Houston Rockets (5 aprile 2019)
- Massimo di assist: 11 vs Houston Rockets (5 aprile 2019)
- Massimo di palle rubate: 5 (3 volte)
- Massimo di stoppate: 3 (6 volte)
- Massimo di minuti giocati: 42 vs Charlotte Hornets (13 aprile 2016)

### Eurolega
| Anno       | Squadra       | PG  | PT | MP   | TC%  | 3P%  | TL%  | RP  | AP  | PRP | SP  | PP   |
| ---------- | ------------- | --- | -- | ---- | ---- | ---- | ---- | --- | --- | --- | --- | ---- |
| 2012-2013  | Barcellona    | 2   | 0  | 9,5  | 33,3 | -    | 50,0 | 2,0 | 0,0 | 0,5 | 0,0 | 2,5  |
| 2013-2014  | Barcellona    | 14  | 1  | 6,1  | 42,9 | 25,0 | 75,0 | 0,5 | 0,2 | 0,0 | 0,0 | 1,6  |
| 2014-2015  | Barcellona    | 22  | 2  | 16,5 | 46,2 | 38,2 | 75,0 | 2,0 | 1,0 | 0,6 | 0,2 | 7,7  |
| 2020-2021  | Panathīnaïkos | 8   | 6  | 22,7 | 41,5 | 36,6 | 84,2 | 2,5 | 1,2 | 1,6 | 0,4 | 14,4 |
| 2021-2022  | UNICS Kazan'  | 25  | 23 | 29,6 | 44,7 | 34,9 | 77,8 | 6,1 | 1,8 | 1,2 | 0,3 | 14,2 |
| 2022-2023† | Real Madrid   | 39  | 12 | 20,5 | 46,6 | 43,3 | 75,8 | 3,0 | 1,1 | 0,7 | 0,2 | 10,6 |
| 2023-2024  | Real Madrid   | 38  | 17 | 23,3 | 47,5 | 43,1 | 92,1 | 4,6 | 0,9 | 1,0 | 0,1 | 13,5 |
| 2024-2025  | Real Madrid   | 38  | 17 | 27,1 | 46,3 | 31,5 | 81,9 | 5,3 | 1,5 | 0,8 | 0,1 | 14,9 |
| Carriera   | Carriera      | 186 | 78 | 22,1 | 46,0 | 37,8 | 81,8 | 3,9 | 1,2 | 0,8 | 0,2 | 11,6 |

### Cronologia presenze e punti in Nazionale
| Cronologia completa delle presenze e dei punti in Nazionale - Croazia | Cronologia completa delle presenze e dei punti in Nazionale - Croazia | Cronologia completa delle presenze e dei punti in Nazionale - Croazia | Cronologia completa delle presenze e dei punti in Nazionale - Croazia | Cronologia completa delle presenze e dei punti in Nazionale - Croazia | Cronologia completa delle presenze e dei punti in Nazionale - Croazia | Cronologia completa delle presenze e dei punti in Nazionale - Croazia | Cronologia completa delle presenze e dei punti in Nazionale - Croazia |
| Data                                                                  | Città                                                                 | In casa                                                               | Risultato                                                             | Ospiti                                                                | Competizione                                                          | Punti                                                                 | Note                                                                  |
| --------------------------------------------------------------------- | --------------------------------------------------------------------- | --------------------------------------------------------------------- | --------------------------------------------------------------------- | --------------------------------------------------------------------- | --------------------------------------------------------------------- | --------------------------------------------------------------------- | --------------------------------------------------------------------- |
| 2‑9‑2022                                                              | Milano                                                                | Croazia                                                               | 85 - 89                                                               | Grecia                                                                | EuroBasket 2022 - 1º turno                                            | 10                                                                    |                                                                       |
| 3‑9‑2022                                                              | Milano                                                                | Croazia                                                               | 86 - 65                                                               | Gran Bretagna                                                         | EuroBasket 2022 - 1º turno                                            | 13                                                                    |                                                                       |
| 5‑9‑2022                                                              | Milano                                                                | Croazia                                                               | 73 - 70                                                               | Estonia                                                               | EuroBasket 2022 - 1º turno                                            | 5                                                                     |                                                                       |
| 6‑9‑2022                                                              | Milano                                                                | Croazia                                                               | 76 - 81                                                               | Italia                                                                | EuroBasket 2022 - 1º turno                                            | 8                                                                     |                                                                       |
| 8‑9‑2022                                                              | Milano                                                                | Croazia                                                               | 90 - 85                                                               | Ucraina                                                               | EuroBasket 2022 - 1º turno                                            | 6                                                                     |                                                                       |
| 11‑9‑2022                                                             | Milano                                                                | Croazia                                                               | 86 - 94                                                               | Finlandia                                                             | EuroBasket 2022 - Ottavi di finale                                    | 9                                                                     |                                                                       |
| 23‑2‑2024                                                             | Brest                                                                 | Francia                                                               | 73 - 61                                                               | Croazia                                                               | Qual. Euro 2025                                                       | 22                                                                    |                                                                       |
| 26‑2‑2024                                                             | Rijeka                                                                | Croazia                                                               | 92 - 63                                                               | Cipro                                                                 | Qual. Euro 2025                                                       | 22                                                                    |                                                                       |
| 25-6-2024                                                             | Opatija                                                               | Croazia                                                               | 91 - 81                                                               | Brasile                                                               | Amichevole                                                            | 39                                                                    |                                                                       |
| 2-6-2024                                                              | Pireo                                                                 | Croazia                                                               | 108 - 92                                                              | Slovenia                                                              | Qual. Olimpiadi 2024                                                  | 12                                                                    |                                                                       |
| 3-6-2024                                                              | Pireo                                                                 | Nuova Zelanda                                                         | 90 - 86                                                               | Croazia                                                               | Qual. Olimpiadi 2024                                                  | 16                                                                    |                                                                       |
| 6-7-2024                                                              | Pireo                                                                 | Croazia                                                               | 80 - 77                                                               | Rep. Dominicana                                                       | Qual. Olimpiadi 2024                                                  | 12                                                                    |                                                                       |
| 7-7-2024                                                              | Pireo                                                                 | Grecia                                                                | 80 - 69                                                               | Croazia                                                               | Qual. Olimpiadi 2024                                                  | 15                                                                    |                                                                       |
| 24‑11‑2024                                                            | Sarajevo                                                              | Bosnia ed Erzegovina                                                  | 110 - 90                                                              | Croazia                                                               | Qual. Euro 2025                                                       | 28                                                                    |                                                                       |
| 21‑2‑2025                                                             | Zadar                                                                 | Croazia                                                               | 80 - 83 dts                                                           | Francia                                                               | Qual. Euro 2025                                                       | 37                                                                    |                                                                       |
| 24‑2‑2025                                                             | Nicosia                                                               | Cipro                                                                 | 67 - 104                                                              | Croazia                                                               | Qual. Euro 2025                                                       | 40                                                                    |                                                                       |
| Totale                                                                |                                                                       | Presenze                                                              | 266                                                                   |                                                                       | Punti                                                                 | 2161                                                                  |                                                                       |

## Palmarès

### Squadra
- Campionato croato: 1

K.K. Zagabria: 2010-2011
- Campionato spagnolo: 3

Barcellona: 2013-2014
Real Madrid: 2023-2024, 2024-2025
- Campionato greco: 1

Panathīnaïkos: 2020-2021
- Coppa di Croazia: 1

K.K. Zagabria: 2011
- Coppa di Grecia: 1

### Individuale
- MVP VTB United League: 1

UNICS Kazan': 2021-22
- All-Euroleague Second Team: 1

Real Madrid: 2023-24
- Quintetto ideale della Liga ACB:1

Real Madrid: Liga ACB 2024-2025